# 이호 (1984년)
이호 (李浩, 1984년 10월 22일 ~ )는 대한민국의 전 축구 선수로 과거 포지션은 수비형 미드필더였다.

## 학력
- 서울성내초등학교
- 중동중학교
- 중동고등학교 (중퇴)
- 울산과학대학

## 개요
서울특별시 출생으로 서울성내초등학교, 중동중학교를 거쳐 중동고등학교를 중퇴하였다. 강한 수비력과 터프한 플레이가 김남일을 닮았다고 하여 '신형 진공청소기'라는 별명을 얻었다.

## 클럽 경력
중동고등학교 중퇴 후 대학교에 가지 않고 2000년 크루제이루 EC 유소년 팀에 입단하였고, 2002년 AC 키에보베로나 입단테스트에 합격하여 2군에서 뛰며 좋은 평가를 받았으나, '비유럽권(Non-EU) 선수 보유 제한 규정'으로 인하여 국내로 돌아오게 되었다.
2003년 울산 현대에서 데뷔하여, 2005년 K리그 우승 등에 공헌하였다. 독일 월드컵 직후 김동진과 함께 딕 아드보카트가 감독으로 부임한 러시아 프리미어리그 팀 FC 제니트 상트페테르부르크로 이적했다. FC 제니트 상트페테르부르크로 이후 초반 선발 및 교체를 오가며 출장 기회를 많이 잡아 좋은 활약을 펼쳤지만, 포지션 문제로 인해 어려움을 겪었고, 2007년 팀에 영입된 티모슈크에게 밀리며 거의 출전하지 못하였다. 2007-08시즌 UEFA컵에서 우승을 차지하여 김동진과 함께 차범근 이후 20년 만에 UEFA컵 우승을 경험한 대한민국 선수가 되기도 하였지만, 팀 내에서의 주전 확보에 실패하여 2009년 K리그의 성남 일화 천마로 이적하였다.
성남에서 K리그와 FA컵 준우승에 기여한 후 아랍에미리트의 알아인 FC로 이적하였으나 반 시즌만에 J1리그 오미야 아르디자로 이적했다.
2011년 오미야를 떠나 친정 팀 울산으로 복귀하였고, 2011 K리그 컵 우승, 2011 K리그 준우승에 일조하였으며, 2012년에는 팀을 AFC 챔피언스 리그 우승에 일조하였다. 2012년 정규 시즌 후 팀 동료 이근호, 이재성과 함께 상무에 입대하여 상무를 2013 K리그 챌린지 우승과 더불어 K리그 클래식 승격에 큰 공헌을 하였고, 2014년 9월 16일에 팀 동료 이재성과 전역하여 팀에 복귀하였다.
2014 시즌이 끝나고 자유 계약 신분이 된 이호는 중국 슈퍼리그 진출을 타진하였으나 최종적으로는 권경원의 갑작스러운 이적으로 중원 보강을 원하던 전북 현대 모터스로 이적하였다.
그 후, 태국의 무앙통 유나이티드로 이적하였고, 2020 시즌 중 6월에 태국 2부리그 아유타야로 이적하였다.
2021 시즌을 앞두고 7년 만에 친정 팀인 울산 현대로 돌아와 선수 겸 플레잉 코치를 맡게 되었다. 신인으로 첫 입단했을 적에 받았던 배번인 35번을 이용했다.
2022년에도 울산의 플레잉 코치를 맡아 17년 만에 K리그 우승을 이끌어 냈으며, 2022 시즌 후, 현역 은퇴를 선언했다.
은퇴 후 박충균의 부름을 받아 서울 이랜드 FC의 수석코치로 부임했다.

## 국가대표팀 경력
2005년 딕 아드보카트 감독이 부임하면서 대한민국 축구 국가대표팀의 중앙 미드필더로 발탁되었고, 10월 12일 이란과의 친선경기에서 A매치에 데뷔하였다.
2006 독일 월드컵에 국가대표로 선발되어 예선 3경기에 모두 풀타임 출전했으나, 스위스와의 조별리그 최종전에서 패해 조별리그에서 탈락했다.
2006년 아시안 게임에서는 이란과의 동메달 결정전에서 패하면서 노메달로 귀국했고 2007년 AFC 아시안컵에는 결승 진출에는 실패했으나, 일본과의 3-4위 결정전 승부차기에서 팀의 네번째 키커로 나가 성공시키며 조국의 6-5 승리와 차기 아시안컵 자동 출전권 획득에 일조하였다.

## 그 외
울산 현대에서 뛸 당시 거추장스러운 긴 머리를 골키퍼 서동명이 '태클 팬티'로 만든 머리띠로 동여매고 경기를 하여 축구팬들 사이에 화제가 되었다.
2006년 11월, 연기자 양미라의 친동생이자 베이비복스 출신의 가수 양은지와 만나 3년 열애끝에 2009년 12월에 결혼했다. 2010년, 2012년, 2017년에 출산하여 슬하에 3녀를 두고 있다.
2008년 6월 나카타 히데토시의 초청으로 '+1 풋볼 매치' ('일본 올스타'와 '세계 올스타'간 경기)에 출전하였다.

## 경력 목록

### 클럽 경력
- 2003년 ~ 2006년 울산 현대
- 2006년 ~ 2008년 FC 제니트 상트페테르부르크
- 2009년 성남 일화 천마
- 2010년 알아인
- 2010년 오미야 아르디자
- 2011년 ~ 2012년 울산 현대
- 2013년 ~ 2014년 상주 상무 피닉스 (군복무)
- 2014년 울산 현대
- 2015년 ~ 2016년 전북 현대
- 2017년 ~ 2020년 무앙통 유나이티드
- 2020년 아유타야
- 2021년 ~ 2022년 울산 현대 (선수와 플레잉코치 겸임)

### 국가대표팀 경력
- 2006년 FIFA 월드컵 대표
- 2007년 AFC 아시안컵 대표

## 수상

### 개인
- 2005년 K리그 베스트 11 선정

### 클럽

#### 울산 현대
- K리그 우승 2회 (2005년, 2022년)
- K리그 준우승 1회 (2003년)
- 삼성 하우젠 컵 준우승 1회 (2005년)
- 대한민국 슈퍼컵 우승 1회 (2006년)
- 2011 K리그 컵 우승 (2011년)
- 2011 K리그 준우승 (2011년)
- AFC 챔피언스리그 우승 (2012년)

#### 상주 상무
- K리그 챌린지 우승 1회 (2013년)
- 2013 K리그 챌린지 베스트 11

#### 전북현대 모터스
- K리그 클래식 우승 1회 (2015년)
- AFC 챔피언스리그 우승 1회 (2016년)

#### FC 제니트 상트페테르부르크
- 러시아 프리미어리그 우승 1회 (2007 시즌)
- 러시아 슈퍼컵 우승 1회 (2008 시즌)
- UEFA컵 우승 1회 (2007-08 시즌)
- UEFA 슈퍼컵 우승 1회 (2008-09 시즌)

### 국가 대표팀
- 2007년 AFC 아시안컵 3위

## 가족 관계
- 배우자 : 양은지 (1984년 5월 14일 ~ )
  - 장녀 : 이지율 (2010년 11월 14일 ~ )
  - 차녀 : 이지아 (2012년 3월 8일 ~ )
  - 삼녀 : 이지음 (2017년 11월 15일 ~ )